# Zesłanie Ducha Świętego

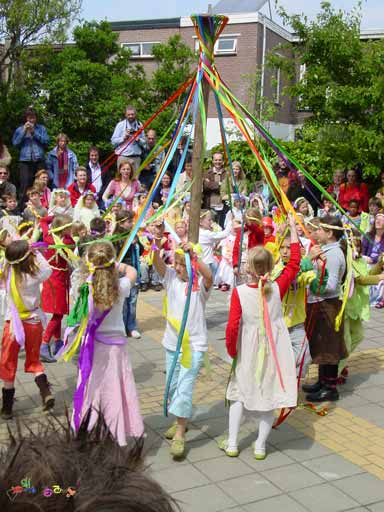
Obchody Uroczystości Zesłania w Holandii (2005)

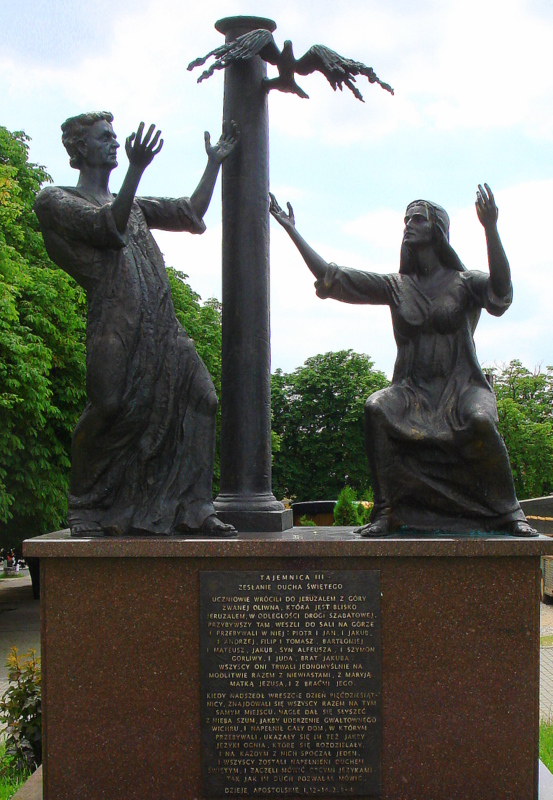
Jasna Góra

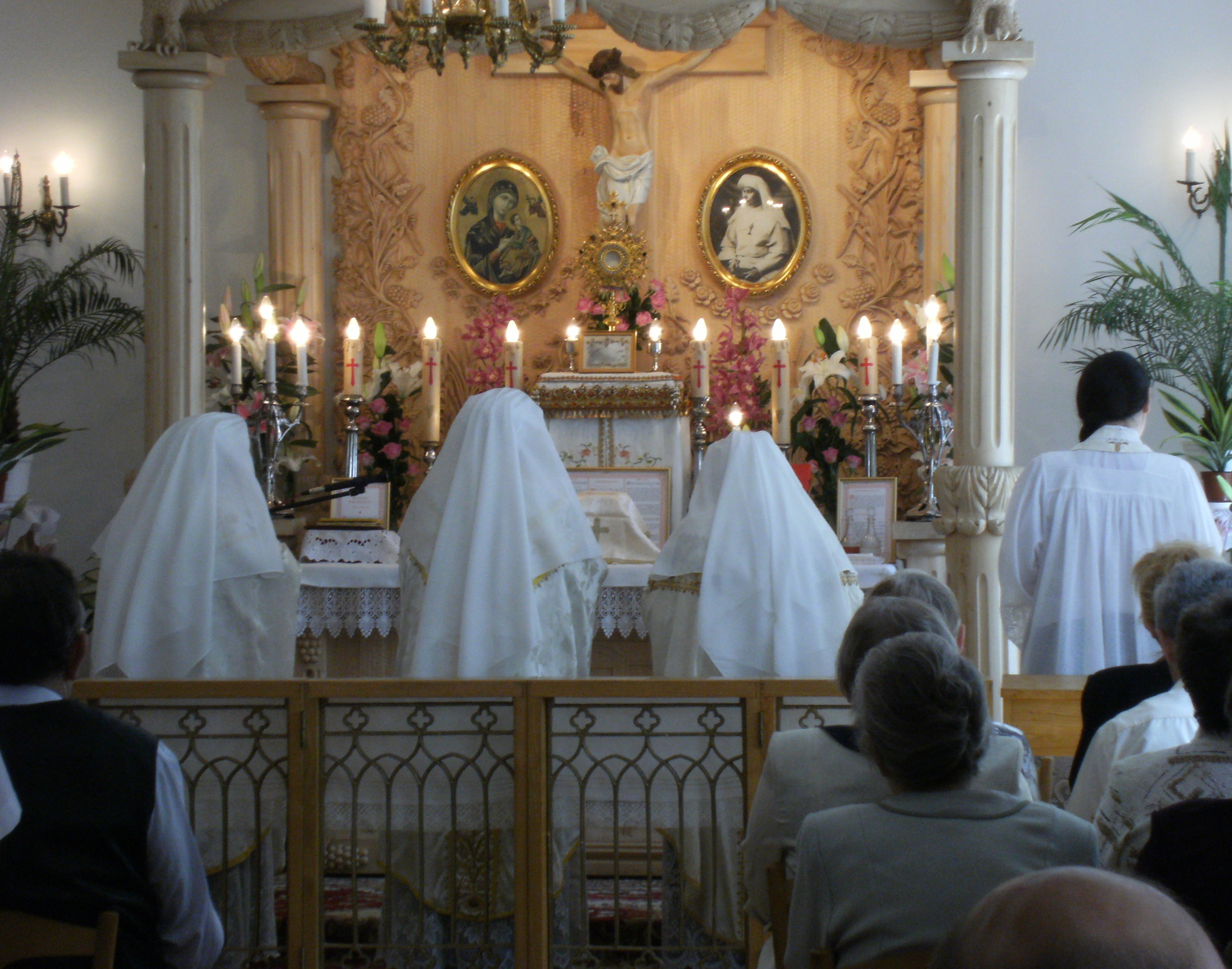
Msza Święta z okazji Zielonych Świętek sprawowana przez mariawickie biskupki i kapłanki w Felicjanowie

Zesłanie Ducha Świętego (gr. πεντηκοστή [ἡμέρα], pentekostē [hēmera], łac. Pentecoste), Pięćdziesiątnica, potocznie Zielone Święta lub Zielone Świątki (lokalnie także Czerwona Pascha) – według Dziejów Apostolskich wydarzenie, które miało miejsce w pierwsze po zmartwychwstaniu Jezusa Święto Tygodni. Na zebranych w wieczerniku apostołów i Marię z Nazaretu zstąpił Duch Święty. Apostołowie zaczęli przemawiać w wielu językach (ksenolalia) oraz otrzymali inne dary duchowe – charyzmaty (Dz 2,1−11). Wydarzenie to zostało zapowiedziane przez Jezusa przed jego Wniebowstąpieniem. Uroczystość Zesłania Ducha Świętego należy − obok uroczystości Narodzenia i Zmartwychwstania Pańskiego − do najważniejszych świąt w chrześcijańskim cyklu rocznym. W Kościele katolickim uroczystość kończy okres wielkanocny.

## Historia Pięćdziesiątnicy
Pierwowzorem chrześcijańskiego świętowania pięćdziesięciodniowego okresu po Niedzieli Wielkanocnej było Święto Tygodni (Szawuot), jedno z trzech świąt pielgrzymich judaizmu, oraz „liczenie omeru” − tradycyjne, publiczne odliczanie przez kantora w synagodze kolejnych 49 dni od drugiego dnia Pesach, czyli 16 nisan, do święta Szawuot. Nazwa Szawuot (hebr. ‏שבועות‎ = Tygodnie) była wywodzona z zaleceń Księgi Wyjścia (Wj 34,22) i Księgi Powtórzonego Prawa (Pp 16, 9−10), które określały, że święto to wypada w 7 tygodni po rozpoczęciu Pesach. Używana w Nowym Testamencie grecka nazwa święta pentēkostēs oznacza „pięćdziesiąt” − po polsku „Pięćdziesiątnica”. W opisach biblijnych święto miało charakter rolniczy, określało dzień początku zbiorów pszenicy. Rozpoczęcie żniw w Palestynie wyznaczało święto Pesach i rozpoczynano je wówczas od zbioru jęczmienia. Żniwa trwały siedem tygodni i były okresem radości (por. Jr 24; Iz 2), a kończyły się zbiorem najpóźniej dojrzewającego zboża (pszenicy) w Szawuot.
Według Dziejów Apostolskich (Dz 2,1−11) to właśnie w dniu pierwszego po zmartwychwstaniu Jezusa Święta Namiotów na zebranych w wieczerniku apostołów i Marię z Nazaretu zstąpił Duch Święty. Kościół pierwotny obchodził uroczyście cały pięćdziesięciodniowy okres między Niedzielą Wielkanocną (Paschą) a pięćdziesiątym dniem po niej. „Ogólne normy roku liturgicznego i kalendarza” Kościoła katolickiego nawiązują do Listu świątecznego Atanazego Wielkiego, i wyjaśniają:

Pięćdziesiąt dni od Niedzieli Zmartwychwstania do Niedzieli Zesłania Ducha Świętego obchodzi się z wielką radością jako jeden dzień świąteczny, co więcej, jako „wielką niedzielę”. Głównie w te dni śpiewa się Alleluja.

Egeria, która podróżowała po Palestynie w 393, relacjonowała, że Kościół w Jerozolimie świętował w całym okresie wielkanocnym, zaś w dzień Pięćdziesiątnicy uroczystości liturgiczne rozpoczynały się wczesnym rankiem i kończyły dopiero koło północy.
Według Ruperta Bergera, profesora nauk liturgicznych i teologii pastoralnej, pięćdziesięciodniowy okres po Wielkanocy obejmuje liczne niezwykle elementy: wskrzeszenie, historię Wyjścia, intronizację Jezusa po prawicy Boga, zesłanie Ducha Świętego, oraz zapowiedź paruzji, ale zamyka je klamrą dzień pięćdziesiąty, który pozwala wiernym dostrzec wszystkie stopnie procesu wywyższenia Jezusa w tym jednym dniu kończącym okres wielkanocny.

## Znaczenie teologiczne
Zesłanie Ducha Świętego uważa się za początek Kościoła. Bóg został objawiony w Starym Testamencie, Syn nauczał osobiście na Ziemi, a jego służbę ukoronowało Zesłanie Ducha Świętego, którego obiecał.
Przy interpretacji Biblii zesłanie Ducha Świętego, gdy apostołowie zaczęli przemawiać różnymi językami, zestawiane jest z pomieszaniem języków przy budowie wieży Babel. W chwili Zesłania ludzkość zdołała symbolicznie przełamać wszelkie bariery i na nowo zjednoczyć się w Duchu Świętym. Podobną myśl wyraża Paweł z Tarsu, pisząc: „nie ma już Greka ani Żyda”.

## Ramy czasowe i nazwy święta
Dzień zesłania Ducha Świętego, zwany Pięćdziesiątnicą (pentēkostēs), potocznie Zielonymi Świętami lub Zielonymi Świątkami, jest w chrześcijaństwie świętem ruchomym i przypada 49 dni (7 tygodni) od Niedzieli Zmartwychwstania Pańskiego, a więc przypada również w niedzielę. Stąd zapis w księgach liturgicznych „Niedziela Zesłania Ducha Świętego”. Uroczystość Zesłania Ducha Świętego kończy w Kościele katolickim okres wielkanocny.
W niektórych regionach Polski, gdzie Wielkanoc nazywana jest Białą Paschą, święto Zesłania Ducha Świętego nazywane jest Czerwoną Paschą. Prawdopodobnym wyjaśnieniem jest fakt, że dopiero po opisywanej w Dziejach Apostolskich Pięćdziesiątnicy apostołowie byli gotowi by poprzez męczeństwo świadczyć o swojej wierze. Nazwa Zielone Święta nawiązuje do okresu, w którym jest obchodzone. Wiosną do życia budzi się przyroda i w otoczeniu dominuje zieleń.

## Symbole
Duch Święty jest symbolicznie przedstawiany jako gołębica lub pod postacią ognistych języków (taki obraz przedstawia opis z Dziejów Apostolskich).